# Miroslav Mikolášik

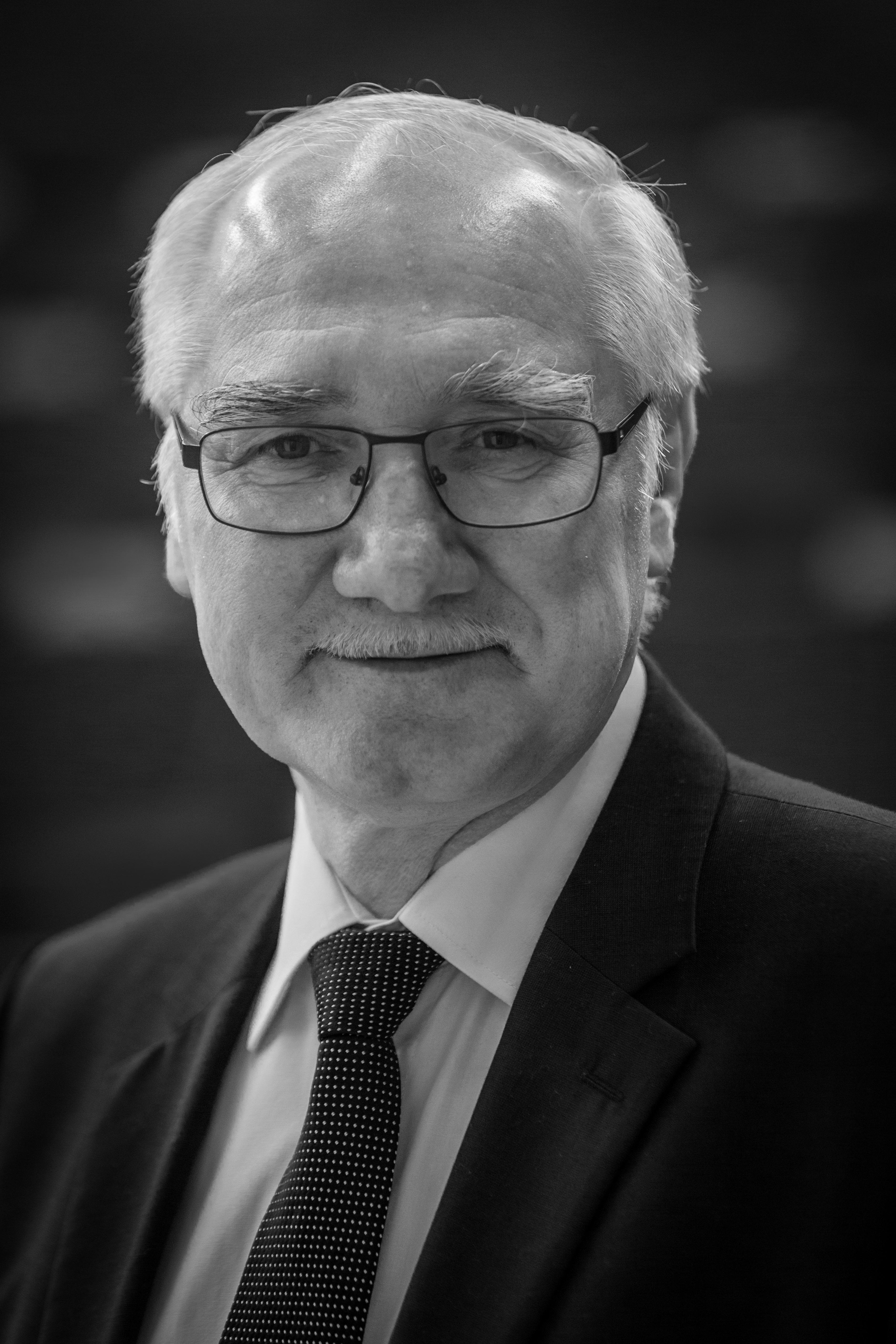
Miroslav Mikolášik (2015)

Miroslav Mikolášik (* 11. September 1952 in Dolný Kubín) ist ein slowakischer Politiker der Kresťanskodemokratické hnutie.

## Leben
Mikolášik studierte Medizin. Seit 1994 ist er als Arzt für Allgemeinmedizin tätig. Von 1994 bis 1999 war er Abgeordneter im Nationalrat der Slowakischen Republik. Von 1999 bis 2004 fungierte er als Botschafter seines Landes in Kanada. Seit 2004 ist Mikolášik Abgeordneter im Europäischen Parlament. Er ist verheiratet und hat vier Kinder.